# Часовня прокажённых (Кембридж)
Часовня прокажённых во имя Святой Марии Магдалины (англ.  Leper Chapel of St. Mary Magdalene) — здание I класса в городе Кембридж в Англии, то есть здание, представляющее особый интерес. Находится в восточной части Кембриджа у Ньюмаркетской дороги. Построено в романском стиле около 1125 года.
Часовня прокажённых входила в комплекс зданий лепрозория, который находился на окраине города на дороге в Бери-Сент-Эдмундс. Небольшая часть восточной стены сохранила оригинальную кладку, большая часть здания была перестроена в XIII веке.
В 1199 году от короля Иоанна Безземельного часовня получила королевское разрешение на проведение трёхдневной ярмарки, деньги от которой предназначались на содержание и лечение больных. Начиная с 1211 года ярмарка проходила в день Воздвижения Святого Креста — 14 сентября в местечке Стубридж-Коммон, недалеко от часовни у реки Кэм.
Стубриджская ярмарка была одной из крупнейших в средневековой Европе. Она приносила такой доход, что место священника в Часовне прокажённых стало одним из самых прибыльных в английской церкви. В 1279 году госпиталь для больных проказой перенесли в Эли, и служение в часовне приобрело формальный характер. Она не имела прихода, и потому здесь не проводились богослужения. По закону от 1546 года, часовня была закрыта, а её имущество перешло в королевскую казну. Город и университет сражались за права на ярмарку, пока королева Елизавета I не вынесла решение в пользу города, сохранив права университета контролировать вес, размеры и качество товаров. Здание тогда использовалось только для хранения лавок для следующей ярмарки и в XVIII веке, как паб во время ярмарки. После 1751 года в часовне не было никаких богослужений. В 1783 году здание было выставлено на продажу в качестве хранилища. Ярмарка была упразднена в 1933 году. Её возродили в XXI веке, и теперь она проводится ежегодно у Часовни прокажённых.
В 1816 году часовня была куплена и восстановлена Томасом Керрихом, который передал здание Кембриджскому университету. Последний, в свою очередь, в 1951 году передал его Кембриджскому обществу охраны памятников.
Часовня снова используется для богослужений, и ныне является частью прихода Христа Искупителя. Общество «Друзей Часовни прокажённых» было основано в 1999 году для содействия использованию здания в образовательных, культурных и церковных целях. В часовне также проходит множество местных культурных мероприятий, таких как драматические спектакли. Здесь часто ставит спектакли по пьесам Уильяма Шекспира местная театральная труппа «In Situ».